# Wedge Tomb von Largantea

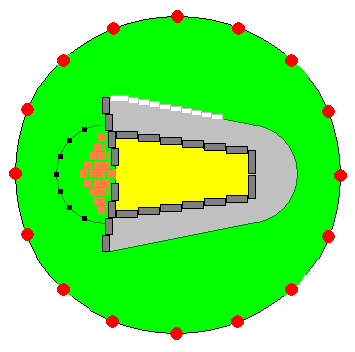
Prinzipskizze Wedge Tomb am Beispiel von Island

Das Wedge Tomb von Largantea (auch Well Glass Spring Cairn genannt) liegt zwischen Coleraine und Limavady, südlich der B 201 im Townland Largantea (irisch Learg an Tí), nahe der namengebenden Quelle im County Londonderry in Nordirland. Wedge Tombs (deutsch „Keilgrab“, früher auch wedge-shaped gallery grave genannt) sind doppelwandige, ganglose, mehrheitlich ungegliederte Megalithanlagen der späten Jungsteinzeit und der frühen Bronzezeit und neben Court Tombs, Portal Tombs und Passage Tombs typisch für die Westhälfte Irlands.
Laut der Untersuchung der Denkmäler in Nordirland misst der Cairn etwa 9,1 × 7,3 Meter. Im Westen befindet sich die Fassade mit dem Doppelportal. Ein Deckstein von 1,5 × 1,4 Meter bedeckt das Nordostende der Galerie. Eine übliche Anordnung bei Wedge Tombs ist eine große Kammer gegebenenfalls mit einer kleinen Vorkammer. Bei der Ausgrabung von 1936 wurden drei Kammern gefunden.
- die erste enthielt einen Feuersteinschaber und Scherben von Becherkeramik,
- die zweite enthielt mehr Keramik und die Überreste von sechs Erwachsenen, einem Kind von etwa 12 Jahren und einem Säugling,
- die dritte Kammer enthielt Holzkohle, einige Knochen und Tonscherben.

In Largantea wurden eingeäscherte Überreste mit ganzen Bechern deponiert. Ausgegrabene Wedge Tombs haben unterschiedliche Keramik hervorgebracht:
- Neun Mal waren es Glockenbecher: Ballyedmonduff, Giant’s Grave, Kilhoyle, Kilnagarns Lower, Labbacallee, Largantea, Lough Gur, Loughash (Giant’s Grave) und Moytirra West.
- Bei sechs von ihnen wurde zusätzlich auch Grooved Ware gefunden; dies war bei Baurnadomeeny und Moylisha der Fall.
- Barbed- and tanged Pfeilspitzen, eine Erscheinung der Becherkultur, waren in Loughash, Kilhoyle und Boviel vertreten; obwohl in Boviel keine Becher gefunden wurden.